# Hungry Heart
Hungry Heart är en låt skriven och lanserad av Bruce Springsteen. Den släpptes som första singel från albumet The River 1980. Låten blev Bruce Springsteens första hitlåt som nådde topp 10-placering i USA. Den blev även en hit i några europeiska länder, men endast en mindre framgång i Storbritannien. Springsteen hade först tänkt att ge bort låten The Ramones, något hans producent Jon Landau avrådde ifrån. Detta efter att Springsteen gett bort låten "Because the Night" till Patti Smith som fick en stor hit med den.
Låten har funnits med i filmerna Föräldrafritt (1983), The Wedding Singer (1998), och Den perfekta stormen (2000).

## Listplaceringar
- Billboard Hot 100, USA: #5[1]
- UK Singles Chart, Storbritannien: #44[2]
- Nya Zeeland: #24[3]
- Österrike: #11[4]
- Topplistan, Sverige: #17[5]